# Чернігів (станція)
Черні́гів — дільнична залізнична станція 1-го класу Київської дирекції Південно-Західної залізниці. Розташована в однойменному місті. Вузлова станція з трьома напрямками — на Гомель, Ніжин та Славутич. Поруч розташоване моторвагонне депо «Чернігів» (РПЧ-10).

## Історія
У 1891 році від станції Крути Московсько-Києво-Воронезької залізниці в бік Чернігова прокладено вузькоколійну залізницю завдовжки 76 верст.
1893 року на лівому березі річки Десна, в районі сучасного шляхопроводу на київській трасі побудували залізничний вокзал. Пасажири доставлялися сюди з міста і зворотно кінним транспортом.
1925 року завершено спорудження нової ширококолійної дільниці Ніжин — Чернігів Південно-Західної залізниці. Проте поїзди все ще курсували до лівого берега через те, що залізничний міст не був добудований. Пасажири та вантажі були вимушені доставлятися до міста через автомобільний міст.
1928 року завершено спорудження залізничного мосту і станцію з вокзалом перенесли на правий берег. Проєкт залізничного вокзалу був створений німецьким військовополоненим Гансом, який після війни залишився жити у Чернігові.
4 листопада 1928 року завершено будівництво залізничної лінії Чернігів — Новобілицька — Гомель, а згодом і лінії Чернігів — Янів — Овруч.

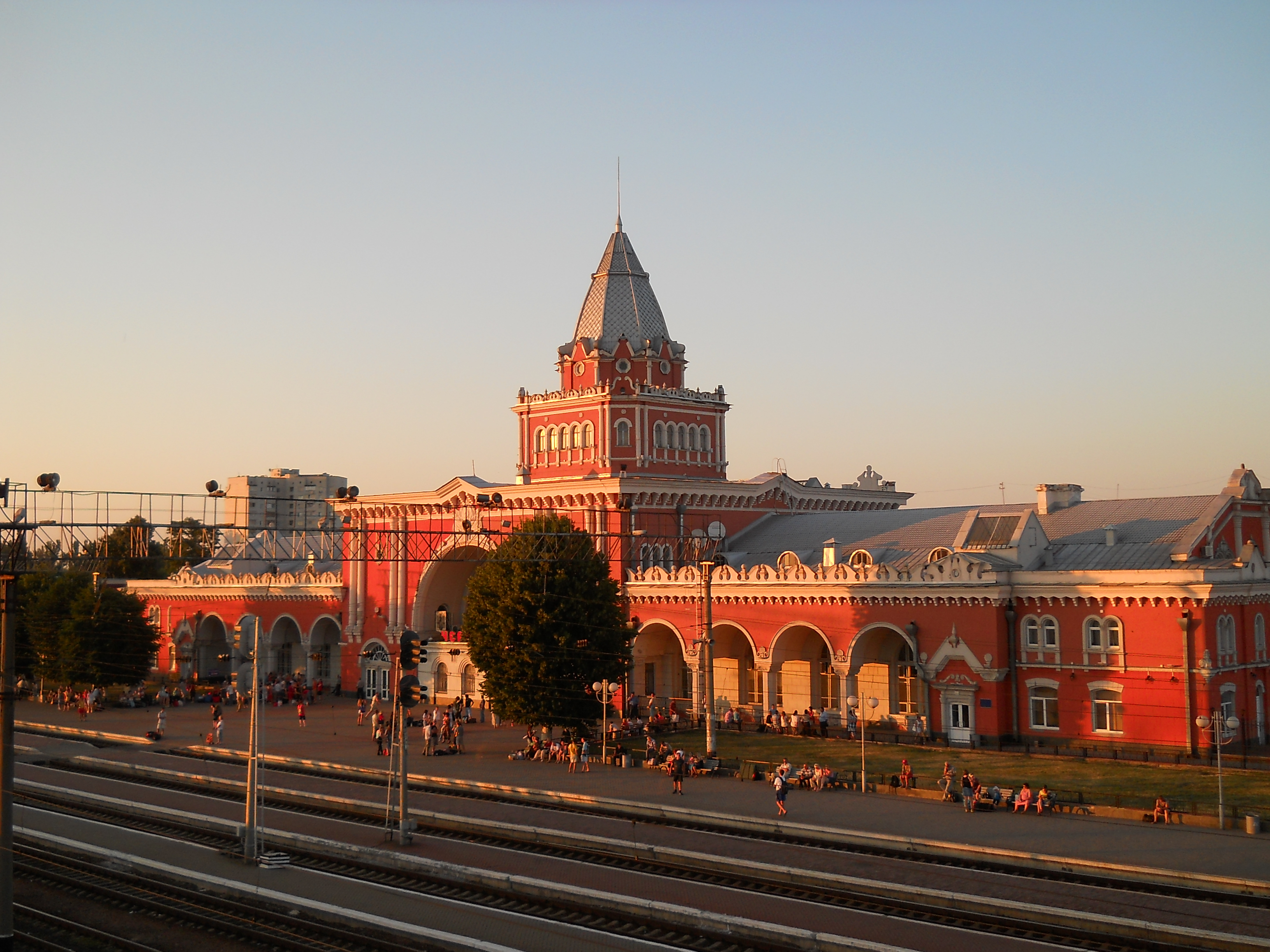
Панорама залізничного вокзалу

Біля станції розташувалося локомотивне депо (ТЧ-10), яке займалося технічним обслуговуванням паровозів до 1969 року, коли на зміну паровій тязі прийшли перші дизельні локомотиви — магістральні тепловози ТЕ3 та маневрові тепловози ЧМЕ3. Згодом пасажирські поїзди були переведені на тепловозну тягу ТЕ7.
Приміські перевезення виконувалися секціями дизель-поїздів ДР1П та ДР1А виробництва Ризького вагонобудівного заводу.
У квітні 1986 року, одразу ж після аварії на Чорнобильській АЕС, припинено транзитний рух поїздів на ділянці Чернігів — Овруч. Єдиному пасажирському поїзду № 191/192 сполученням Москва — Хмельницький, що курсував через Чернігів цією дільницею, було змінено маршрут руху через станцію Київ-Пасажирський.
Приблизно в цей же час тепловози ТЕ3 та ТЕ7 були замінені на М62 та 2М62У, проведена острівна електрифікація змінним струмом (~25 кВ) дільниці від Чернігова до Семиходів, що знаходиться біля Чорнобильської АЕС.
У 1988—1991 роках до моторвагонного депо «Чернігів» надійшли десяти- та дванадцятивагонні електропоїзди ЕР9Т виробництва Ризького вагонобудівного заводу для обслуговування електрифікованої дільниці.
Для забезпечення виїзду пасажирів до Москви тимчасово були організовані вагони безпересадкового сполучення Чернігів — Москва, які курсували під тепловозною тягою до станції Ніжин, а далі курсували в складі поїзда Київ — Москва. Згодом з Чернігова був призначений пямий пасажирський поїзд.
Приміське сполучення у напрямку Овруча було скорочене до станції Йолча, яка знаходиться на території Білорусі, а для доставки персоналу Чорнобильської АЕС та інших підприємств зони відчуження організовано курсування 12-вагонних електропоїздів сполученням Славутич — Семиходи. Перевезення працівників було покладенло на моторвагонне депо «Чернігів».

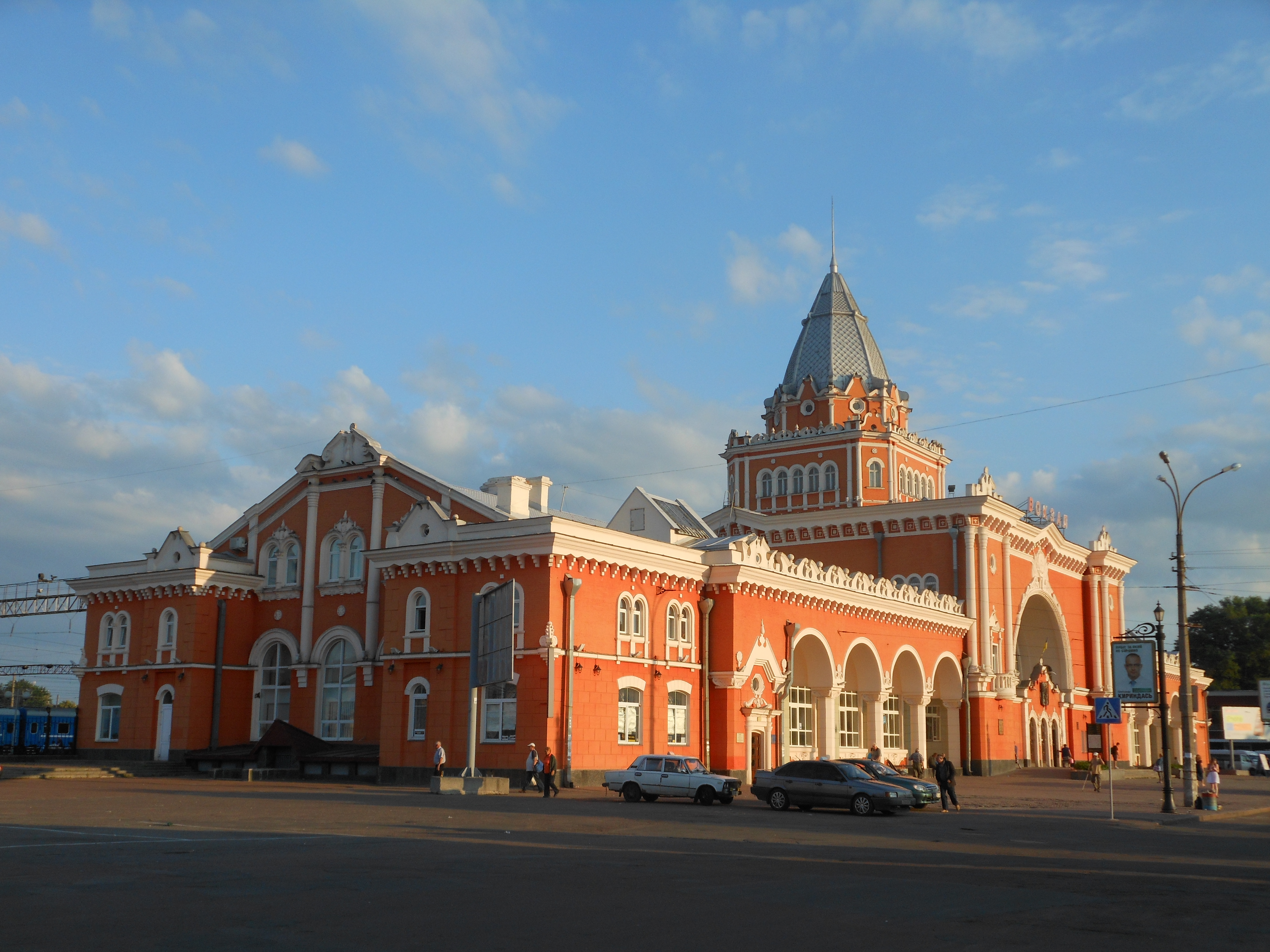
Краєвид на вокзал з боку привокзальної площі

20 серпня 1999 року Президент України Леонід Кучма урочисто відкрив електрифіковану дільницю Ніжин — Чернігів, що дозволило сполучити Чернігів зі столицею держави прямим залізничним сполученням. Пасажирські та вантажні поїзди були переведені на електровозну тягу ЧС4/ЧС8 та ВЛ80 відповідно. Приміські поїзди ж почали обслуговуватися електропоїздами ЕР9Т, що вже експлуатувалися чернігівським депо на ділянці до станції Йолча. На початку курсували чотири пари прямих приміських електропоїздів сполученням Чернігів — Київ (по дві пари вранці та ввечері), 3 пари приміських електропоїздів Чернігів — Ніжин та 2 пари приміських поїздів локомотивної тяги сполученням Чернігів — Ніжин — Прилуки — Гребінка. Всі рейси були щоденними.
Наприкінці 2005 року одну пару приміських електропоїздів до Києва було замінено на електропоїзд підвищеного комфорту. Рейси поїздів № 802/801 та № 804/803 сполученням Чернігів — Київ виконувалися восьмивагонним складом електропоїзда ЕПЛ9Т. Вже з 2006 року щоденне курсування цих електропоїздів було змінено на курсування щоп'ятниці, щосуботи та щонеділі через низький пасажиропотік.
За даними на 2006 рік обсяги перевезень вантажів складали 83 737 вагонів на рік. Щороку перевозилося більш ніж 4,5 мільйони пасажирів. Цього ж року для пасажирських перевезенень до депо надійшли електровози ВЛ40у, які пройшли модернізацію на Запорізькому електровозоремонтному заводі.

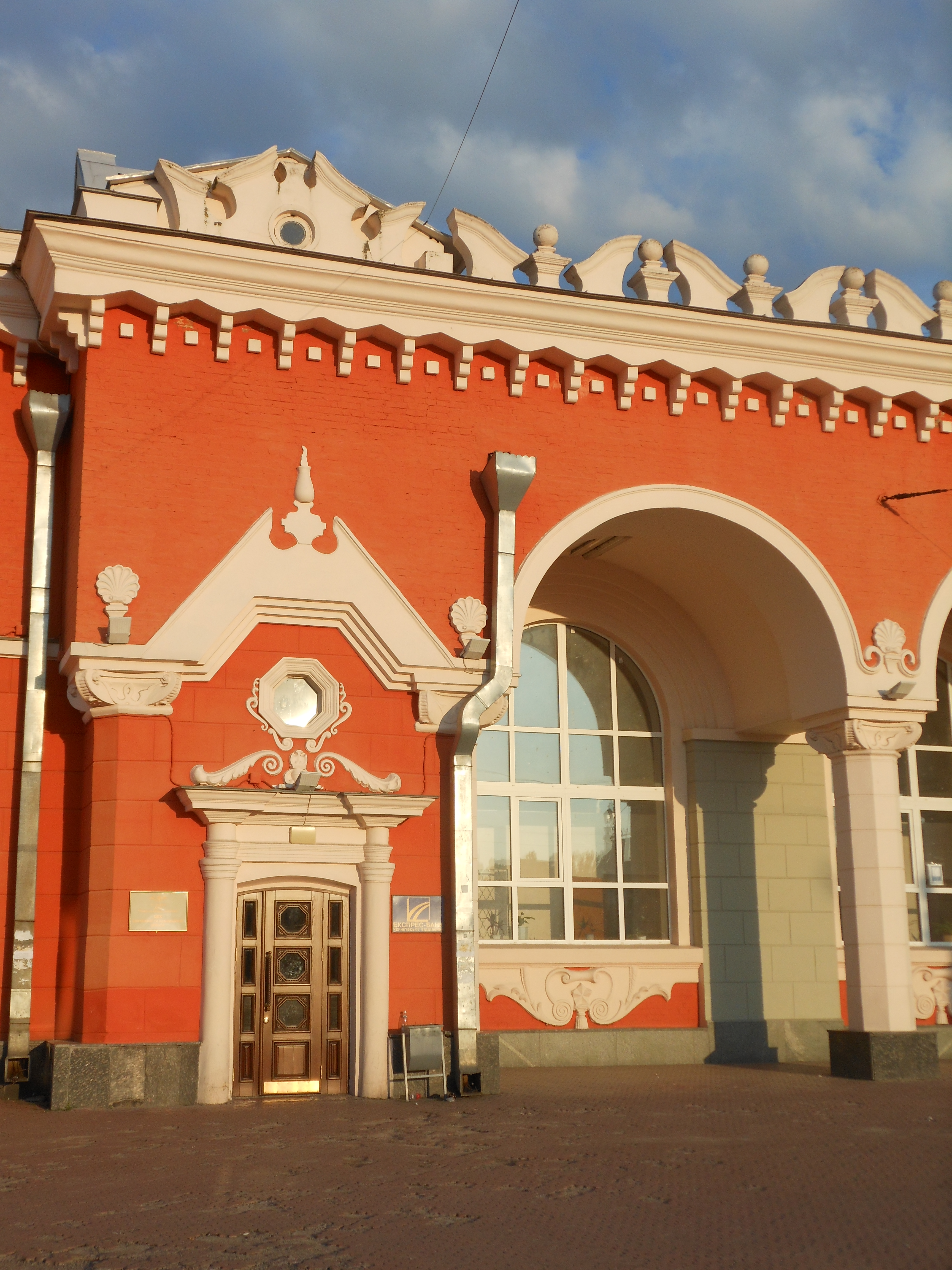
Фрагмент будівлі вокзалу

У 2008 році призначена ще одна пара електропоїзда підвищеного комфорту № 846/845 сполученням Київ — Чернігів та № 844/843 Чернігів — Київ, якому згодом продовжили маршрут руху до станції Неданчичі замість приміського електропоїзда. На ділянці від станції Чернігів до станції Неданчичі електропоїзд курсує з усіма зупинками, а у два вагони квитки продаються за приміським тарифом. У тому ж році непопулярні рейси № 802/801 Київ — Чернігів та № 804/803 Чернігів — Київ остаточно були скасовані через низький пасажиропотік та незручний розклад руху. Звичайні приміські електропоїзди від Чернігова до Києва повністю скасовуються, а натомість були призначені електропоїзди лише до станції Ніжин, де пасажири вимушені здійснювати пересадку на електропоїзди до Києва та дизель-поїзди до Прилук і Гребінки. Це погіршило залізничне сполучення із столицею та іншими регіонами Чернігівської області, а також збільшило відтік пасажирів на маршрутні мікроавтобуси. Окрім цього був скасований прямий поїзд сполученням Чернігів — Москва, замість якого призначено курсування групи вагонів безпересадкового сполучення (рейси № 658/657 Чернігів — Конотоп — Чернігів), з якою на станції Конотоп здійснювалися маневрові роботи щодо об'єднання/розчеплення з поїздом  «Україна» № 6/5 сполученням Київ — Москва.
У 2009—2011 роках через незадовільний стан рухомого складу «Укрзалізниця» скасовує велику кількість пасажирських та приміських поїздів, що також позначилося і на Чернігові. Були скасовані: російський склад фірмового поїзда «Ладога» № 54/53 сполученням Санкт-Петербург — Київ, поїзд № 57/58 Харків — Чернігів, безпересадкові вагони Чернігів — Львів та Чернігів — Одеса, поїзд № 381/382 Сімферополь — Мінськ. Проте подовжено курсування щоденних поїздів: № 86/85 Мінськ — Київ, який отримав фірмову назву «Білий лелека» (формування Білоруської залізниці), № 53/54 «Либідь» Київ — Санкт-Петербург (формування «Укрзалізниці»), група безпересадкових вагонів Чернігів — Москва, а по парним днями — поїзд № 94/93 сполученням Мінськ — Одеса. На період літніх перевезень додавались сезонні поїзди № 249/250 Сімферополь — Чернігів (формування «Укрзалізниці»), № 486/485 Мінськ — Феодосія, № 496/495 Вітебськ — Євпаторія (формування Білоруської залізниці).
Після часткової реформи залізничної галузі електропоїзди підвищеного комфорту отримали новий статус — регіональний поїзд. Саме в цей час склад регіонального поїзда Київ — Неданчичі було змінено — замість восьмивагонного електропоїзда ЕПЛ9Т із сидіннями 3-го класу тим же розкладом починає курсувати десятивагонний електропоїзд ЕР9М із вагонами 1, 2 та 3-го класів, із відповідною різницею у вартості квитків.

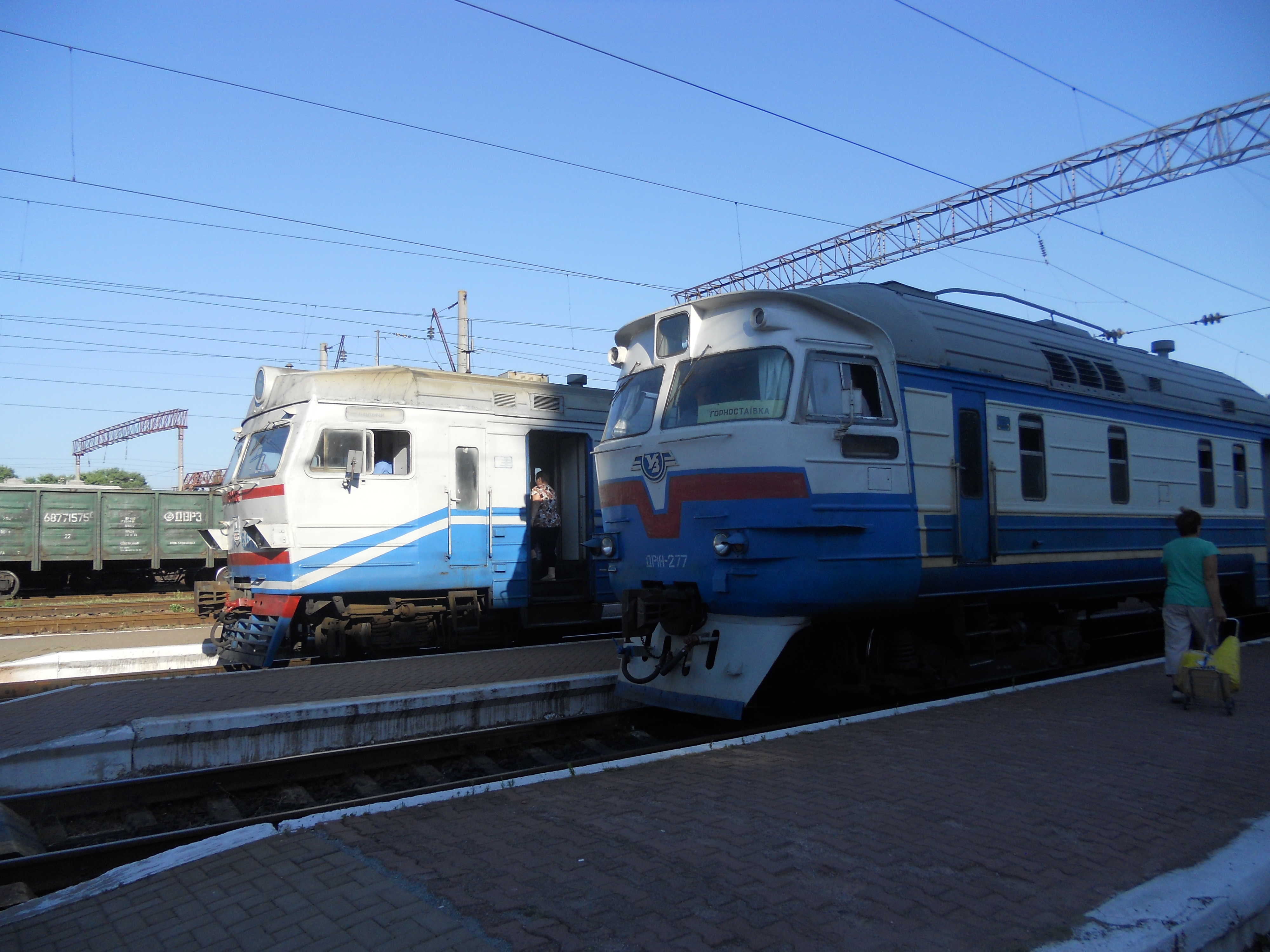
Чернігівський залізничний вокзал, електропоїзд до станції Неданчичі та дизель-поїзд до станції Горностаївка

Через анексію Криму Росією та війну на сході України, погіршення відносин з Російською Федерацією, а також із зменшенням пасажиропотоку в розкладі руху поїздів на 2014/2015 роки значно зменшується курсування пасажирських поїздів. Скасовані поїзд № 496/495 Вітебськ — Євпаторія, № 486/485 Мінськ — Феодосія та поїзд № 160/159 Мінськ — Євпаторія (формуванням Білоруської залізниці), який курсував один раз на 4 дні влітку.
Посадка та висадка пасажирів на поїзд № 86/85 «Білий лелека» Мінськ — Київ на станції Чернігів не здійснюється, через те, що станція є для поїзда технічною, де здійснювалася заміна тепловоза на електровоз та навпаки. Це пов'язано з тим, що на шляху від кордону з Республікою Білорусь до станції Київ-Пасажирський поїзд прямував без зупинок для посадки пасажирів, а митний та прикордонний контроль на території України відбувався безпосередньо на Центральному залізничному вокзалі Києва.
З 2014 року щоденний поїзд № 53/54 «Либідь» сполученням Київ — Санкт-Петербург та група вагонів безпересадкового сполучення Чернігів — Москва переведені у режим курсування через день — у парні дні, замість щоденно.
В літній період призначався сезонний додатковий поїзд «Дністер» сполученням Одеса — Чернігів, проте з 2017 року був скасований.
Під час новорічних свят у грудні 2018 та січні 2019 року вперше «Укрзалізниця» подовжила маршрут руху поїзда «Прикарпаття» до Чернігова.
З 19 травня 2022 року, після звільнення Чернігова від російських окупантів, «Укрзалізниця» призначила дві пари регіональних електропоїздів № 708/707, № 710/709 складом EJ 675 сполученням Київ — Чернігів та подовжила маршрут руху іншого поїзда № 702/701 сполученням Чернігів — Київ до станції Вінниця з сучасними вагонами МПЛТ.

## Вокзал

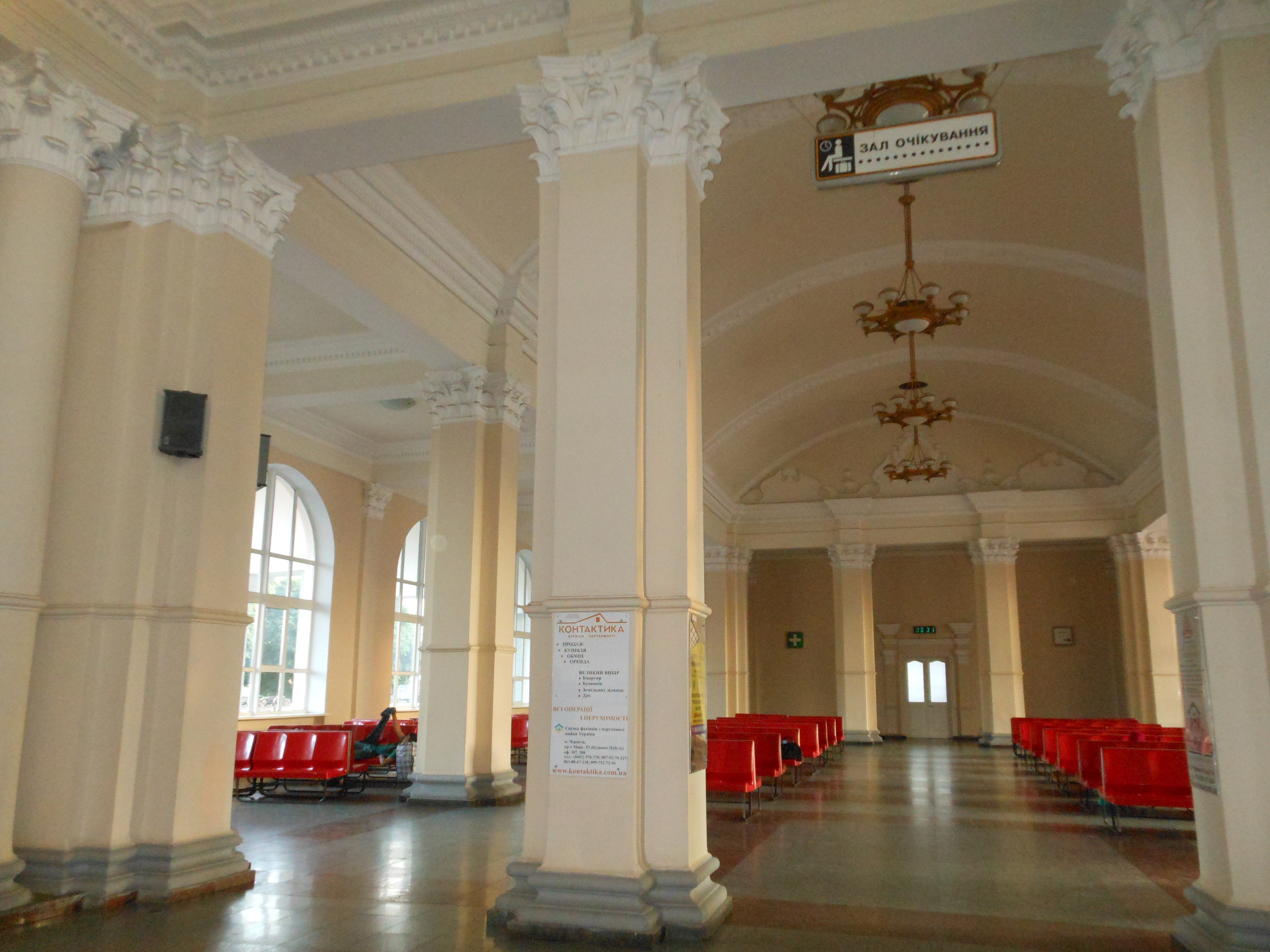
Зал чекання

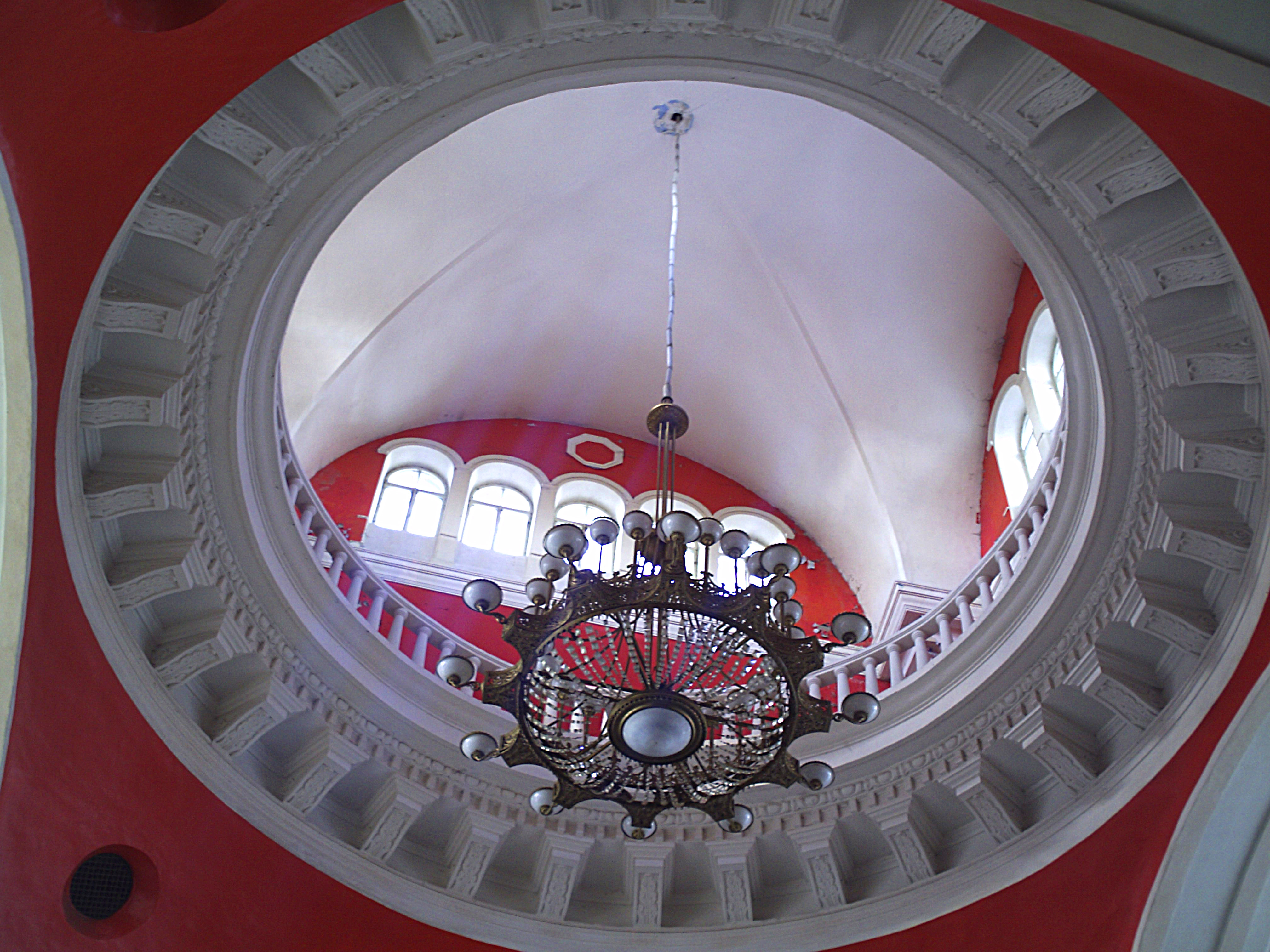
Під дахом

Будівля вокзалу — монументальна споруда, що була побудована 1948 року за проєктом архітектора Геннадія Гранаткіна, адже у період Другої світової війни будівля попереднього залізничного вокзалу була зруйнована.
У 1999 році вокзал зазнав капітальної реконструкції та зберіг за собою титул пам'ятки архітектури, про що свідчить відповідна меморіальна дошка біля входу зі сторони привокзальної площі.
Працює цілодобово, має каси попереднього продажу квитків на пасажирські поїзди далекого сполучення, приміські та регіональні поїзди, довідкове бюро, кімнати відпочинку та кімнату матері і дитини, перукарню, зал чекання.
Поруч із вокзалом знаходяться Вокзальна площа, зупинки громадського транспорту (тролейбуса, автобуса) та міжміський автовокзал.

## Пасажирське сполучення
| Рух поїздів по станції Чернігів (станом на 2020/2021 рр.) |                                   |                            | |
| №                                                         | Маршрут сполучення                | Власник                    | Примітки |
| Поїзди далекого сполучення                                |                                   |                            | |
| 043/044 «Прикарпаття»                                     | Івано-Франківськ — Чернігів       | Львівська залізниця        | Змінений маршрут руху у 2023 році до станції Черкаси                                                                                               |
| 053/054 «Либідь»                                          | Київ — Санкт-Петербург            | Південно-Західна залізниця | Скасований з березня 2020 року через пандемію COVID-19                                                                                             |
| 085/086 «Білий лелека»                                    | Мінськ — Київ                     | Білоруська залізниця       | Тарифна зупинка, скасований з березня 2020 року через пандемію COVID-19                                                                            |
| 093/094                                                   | Одеса — Мінськ                    | Білоруська залізниця       | Скасований з березня 2020 року через пандемію COVID-19                                                                                             |
| 117/118 «Буковина»                                        | Чернівці — Чернігів               | Львівська залізниця        | Щоденно |
| 203/204                                                   | Одеса — Чернігів                  | Південно-Західна залізниця | |
| Регіональні електропоїзди                                 |                                   |                            | |
| 843/844/845/846                                           | Київ — Неданчичі                  | Південно-Західна залізниця | |
| 880/881                                                   | Київ — Славутич                   | Південно-Західна залізниця | Зворотно прямує до Фастова |
| Приміські електропоїзди                                   |                                   |                            | |
| 6301/6302/6303 6304/6305/6306 6308/6307/6309 6310         | Чернігів — Ніжин                  | Південно-Західна залізниця | |
| 6851/6852 6855/6856                                       | Чернігів — Неданчичі              | Південно-Західна залізниця | |
| 6891/6892 6893/6894                                       | Чернігів — Горностаївка           | Південно-Західна залізниця | |
| Рух поїздів по станції Чернігів за весь період            |                                   |                            | |
| 043/044 «Прикарпаття»                                     | Івано-Франківськ — Чернігів       | Львівська залізниця        | Маршрут поїзда подовжувався від станції Київ-Пасажирський під час новорічних свят                                                                  |
| 053/054 «Либідь»                                          | Київ — Санкт-Петербург            | Південно-Західна залізниця | Раніше курсував під назвою «Ладога». З березня 2020 року скасований через пандемію COVID-19                                                        |
| 057/058                                                   | Чернігів — Харків                 | Південна залізниця         | Скасований через незадовільний стан рухомого складу                                                                                                |
| 085/086 «Білий лелека»                                    | Мінськ — Київ                     | Білоруська залізниця       | Тарифна зупинка, скасований з березня 2020 року через пандемію COVID-19                                                                            |
| 093/094                                                   | Одеса — Мінськ                    | Білоруська залізниця       | Влітку курсував з вагонами безпересадкового сполучення на Херсон, Гродно, Гомель, Вітебськ, скасований з березня 2020 року через пандемію COVID-19 |
| 117/118 «Буковина»                                        | Чернівці — Чернігів               | Львівська залізниця        | Маршрут поїзда подовжувався від станції Київ-Пасажирський під час новорічних свят                                                                  |
| 147/148                                                   | Чернігів — Сімферополь            | Придніпровська залізниця   | Скасований через анексію Криму |
| 159/160                                                   | Мінськ — Євпаторія                | Білоруська залізниця       | Скасований через анексію Криму |
| 191/192 «Поділля»                                         | Хмельницький — Москва             | Південно-Західна залізниця | Скасований через наслідки Чорнобильської катастрофи                                                                                                |
| 249/250                                                   | Чернігів — Сімферополь            | Південно-Західна залізниця | Скасований через анексію Криму |
| 287/288                                                   | Чернігів — Білгород-Дністровський | Південно-Західна залізниця | Скасований через низький пасажиропотік |
| 381/382                                                   | Мінськ — Сімферополь              | Придніпровська залізниця   | Скасований через анексію Криму |
| 485/486                                                   | Мінськ/Гродно — Феодосія          | Білоруська залізниця       | Скасований через анексію Криму |
| 495/496                                                   | Вітебськ — Євпаторія              | Білоруська залізниця       | Скасований через анексію Криму |
| 657/658                                                   | Чернігів — Москва                 | Південно-Західна залізниця | Скасований. Раніше від станції Конотоп курсував двогрупним складом спільно з поїздом № 6/5 «Україна»                                               |
| Регіональні поїзди                                        |                                   |                            | |
| 801/802 803/804                                           | Київ — Чернігів                   | Південно-Західна залізниця | Скасований через низький пасажиропотік. Натомість курсують альтернативні електропоїзди до станції Неданчичі                                        |
| 843/844 845/846                                           | Київ — Неданчичі                  | Південно-Західна залізниця | |
| 880/881                                                   | Київ — Славутич                   | Південно-Західна залізниця | Зворотно прямує до станції Фастів I |
| Приміські електропоїзди                                   |                                   |                            | |
| 6301/6302 6303/6304 6305/6306 6308/6307 6309/6310         | Чернігів — Ніжин                  | Південно-Західна залізниця | |
| 6851/6852 6855/6856                                       | Чернігів — Неданчичі              | Південно-Західна залізниця | |
| 6891/6892 6893/6894                                       | Чернігів — Горностаївка           | Південно-Західна залізниця | |

## Послуги та операції
Послуги та операції, які виконуються на станції Чернігів:
- прийом та видача повагонних відправлень вантажів, що допускаються до зберігання на відкритих площах станцій;
- прийом та видача вантажів повагонними та дрібними відправленнями, що завантажуються цілими вагонами, тільки на під'їзних коліях незагального користування;
- прийом та видача повагонних відправлень вантажів, що потребують зберігання у критих складах станцій;
- прийом і видача вантажів в універсальних контейнерах масою брутто 3,3 (5) та 5,5 (6) тонн на станціях;
- прийом і видача вантажів в універсальних контейнерах масою брутто 20 та 24 тонни на станціях;
- прийом і видача вантажобагажу підприємств, організацій та установ;
- продаж квитків на всі пасажирські поїзди, прийом та видача багажу;
- проведення митних операцій з багажем та вантажобагажем в міждержавному сполученні.